# Фаррон, Тим
Тимоти Джеймс Фаррон, более известный как Тим Фаррон (англ. Timothy James Farron, род. 27 мая 1970 года, Престон, Великобритания) — британский политик, депутат палаты общин, лидер партии Либеральных демократов с июля 2015 по июль 2017 года.

## Ранние годы
Тим Фаррон родился 27 мая 1970 года в Престоне, графство Ланкашир. Получил степень бакалавра политологии в Ньюкаслском университете в 1992 году. Во время учебы вступил в партию Либеральных демократов и был избран президентом союза студентов университета.

## Начало политической карьеры
Впервые предпринял попытку избраться в палату общин в 1991 году, еще будучи студентам, но занял на выборах в округе под Ньюкаслом лишь третье место, уступив кандидатам от лейбористов и консерваторов. На следующий год он принял участие в местных выборах в Ланкашире и получил место в совете графства. Дважды, в 1997 и 2001 году он снова участвовал на выборах в британский парламент, и оба раза потерпел неудачу, но в последней попытке, в округе Вестморлэнд и Лонсдейл проиграл с минимальным разрывом, уступив кандидату от консерваторов чуть больше трех тысяч голосов.

## Избрание в парламент, парламентская деятельность
На выборах 2005 года Фаррон снова выставил свою кандидатуру в округе Вестморлэнд и Лонсдейл и на этот раз победил.
Во время парламентской каденции по большинству социальных и экономических вопросов Фаррон солидаризировался с левым крылом партии, но неоднократно подчеркивал свою приверженность христианской религии и христианским ценностям. В частности, он признавал, что гомосексуальность вызывает у него, как у верующего человека дискомфорт. Это нашло отражение в голосовании по законопроекту о запрете дискриминации на почве сексуальной ориентации в 2007 году, когда Фаррон, вопреки позиции партии, проголосовал против законопроекта.
В 2010 году принял участие в двух важных внутрипартийных выборах, в июне он потерпел поражение в борьбе за должность заместителя лидера партии, но затем получил пост ее президента.

## Лидер Либеральных демократов
На выборах 2015 года Либеральные демократы потерпели сокрушительное поражение, потеряв 49 из 57 мест в парламенте и Ник Клегг подал в отставку с поста лидера партии. Фаррон, один из всего восьми либдемов сумевших сохранить место в парламенте, стал кандидатом на пост лидера и победив на внутрипартийных выборах Нормана Ламба возглавил партию.

## Отставка и последующая деятельность
На выборах в июне 2017 года, под руководством Фаррона, партия Либеральных демократов увеличила представительство в парламенте с 8 до 12 мест, но несмотря на это Фаррон неожиданно объявил об уходе в отставку. По его словам, быть одновременно верующим христианином и лидером партии стало для него невозможным.